# Wrentham
Wrentham és una població dels Estats Units a l'estat de Massachusetts. Segons el cens del 2000 tenia 10.554 habitants.

## Demografia
Segons el cens del 2000, Wrentham tenia 10.554 habitants, 3.402 habitatges, i 2.653 famílies. La densitat de població era de 183,6 habitants/km².
Dels 3.402 habitatges en un 43% hi vivien nens de menys de 18 anys, en un 68,3% hi vivien parelles casades, en un 6,6% dones solteres, i en un 22% no eren unitats familiars. En el 17% dels habitatges hi vivien persones soles el 7% de les quals corresponia a persones de 65 anys o més que vivien soles. El nombre mitjà de persones vivint en cada habitatge era de 2,89 i el nombre mitjà de persones que vivien en cada família era de 3,31.
Per edats la població es repartia de la següent manera: un 27,8% tenia menys de 18 anys, un 4,8% entre 18 i 24, un 31,4% entre 25 i 44, un 24,4% de 45 a 60 i un 11,6% 65 anys o més.
L'edat mediana era de 39 anys. Per cada 100 dones de 18 o més anys hi havia 92,4 homes.
La renda mediana per habitatge era de 78.043 $ i la renda mediana per família de 89.058$. Els homes tenien una renda mediana de 58.776 $ mentre que les dones 37.219$. La renda per capita de la població era de 30.792$. Entorn de l'1,6% de les famílies i el 3,9% de la població estaven per davall del llindar de pobresa.